# Café de Platerías
El café de Platerías o de las Platerías, fue un establecimiento de Madrid situado en la calle Mayor. Abierto en la década de 1840, a lo largo de más de un siglo de historia vio reunirse en sus mesas insignes conspiradores de la Revolución de 1868, amenos conciertos de salón y tertulias diversas, desde las clásicas de Federico Carlos Sainz de Robles y su peña, hasta las juveniles del círculo de Lorca, Buñuel y cía; además de eventuales clientes como el duque de Sesto o el omnipresente César González-Ruano.

## Historia
Tomando su nombre del enclave renacentista de los plateros instalados en el Madrid del siglo xvi junto a la Puerta de Guadalajara, el café de las Platerías se abrió en el edificio que ocupaba los números 74 y 76 de la calle Mayor en la década de 1840 (a la altura del número 38 en el siglo xx). En 1860, se modificó toda la finca que también albergó un nuevo café más grande, con puertas a la calle Mayor y a la plaza de Herradores. En él tuvieron conciliábulo jóvenes estudiantes con espíritu revolucionario, que luego, en sucesivos periodos, serían padres de la patria: Juan Prim y Práxedes Mateo Sagasta y Nicolás Salmerón. También conspiró entre sus veladores de mármol Manuel Villacampa del Castillo, protagonistas de la tentativa republicana de 1886. En esa segunda movida segunda mitad del siglo xx, también hizo espera en esta café el duque de Sesto, mientras el rey Alfonso XII de España remataba sus «entrevistas amorosas con la cantante lírica Elena Sanz, vecina del barrio».

## Tertulias
En la lista de escritores que con tertulia o sin ella, hicieron de las mesas del café su oficina literaria de a diario, se cita al periodista Mariano de Cavia (cuya mesa sería comprada, tras el cierre del Platerías, por Mariano Rodríguez de Rivas, como director del Museo Romántico. Así mismo en el siglo xx, queda noticia de que en este café se escribieron obras del género chico como Las Corsarias (1919) de Enrique Paradas del Cerro, Joaquín Jiménez y Francisco Alonso López, El sobre verde (1927) de Paradas, Jiménez y Jacinto Guerrero o La copla andaluza (1936) de Rafael Cansinos Assens.
El periodista Cesar González-Ruano, cronista de tertulias y adicto de los cafés de Madrid, recuerda la tertulia que en el de Platerías tuvieron José de Ciria y Escalante, José María Quiroga Pla y Federico Carlos Sainz de Robles; y más tarde la que frecuentaban Alejandro Casona y el muralista Hipólito Hidalgo de Caviedes.
Como muchos cafés de estilo decimonónico, el de Platerías se hizo popular por sus veladas musicales, llegando a hacerse famoso en él el ‘pianista Miralles’. El centenario café cerró el día 30 de noviembre de 1946, y en su lugar se instaló un almacén de paños.

## Y una habanera
Mediada la década de 1940, en los años de dura posguerra se hizo popular en la voz de García Guirao la habanera Tarde de otoño en Platerías escrita por Aguilar, León y Solano, y cuyo texto constituye en sí mismo un auténtico documento.

La tarde clara de otoño madrileño

que en Platerías tomaba yo café,

con tu vestido gris entrar en el salón te vi.

Y, al verte tan bonita,me puse junto a ti.

La tarde moría en los espejos,

soñaba el amor en los divanes

y todo yo temblé

en el momento aquel, mi bien,

que, todo ruboroso, mi amor te declaré.